# شیکاگو فایر (مجموعه تلویزیونی)
شیکاگو فایر (به انگلیسی: Chicago fire) مجموعه تلویزیونی درام است که در شیکاگو توسط دیک وولف و مت اولمستد ساخته شده‌است. پخش این مجموعه تلویزیونی از ۱۰ اکتبر ۲۰۱۲ از ان‌بی‌سی آغاز شد. شیکاگو فایر روایتگر زندگی گروهی از آتش‌نشان‌ها و امدادگران است که در ایستگاه آتش‌نشانی خیالی ۵۱ کار می‌کنند. پخش فصل ۱۱ این مجموعه از ۲۱ سپتامبر ۲۰۲۲ شروع شده‌است.